# 小惡魔學妹纏上了被女友劈腿的我
《小惡魔學妹纏上了被女友劈腿的我》（簡稱），是由御宮祐（御宮ゆう）著作，擔綱插畫的日本輕小說作品。最初以《被女友劈腿的我在聖誕節遇到聖誕裝美少女》（カノジョに浮気されていた俺が、クリスマス目前に美少女サンタと出会いました）在2017年12月23日開始於成為小說家吧上連載，及後由角川Sneaker文庫（KADOKAWA）單行本化。在KAKUYOMU連載後亦獲得第4屆Web小説浪漫喜劇部門特別獎。
多媒體展開方面，由香澤陽平繪畫的漫畫化版本在2021年11月26日分別於ComicWalker和少年Ace Plus開始連載。

## 劇情簡介
羽瀨川悠太和他的女朋友相坂禮奈分手後，在聖誕節前夕遇到邊穿著聖誕老人Cosplay裝，邊分發宣傳單張的志乃原真由，在發現對方與自己互為大學同學後，志乃原便經常到羽瀨川的家作客，前者雖時常戲弄後者，但又會對其多番照顧，兩人關係因此日益升溫。

## 登場人物
以下是有声漫画的声优。
羽瀨川悠太（聲：加藤涉）
所屬於籃球社團「Start」的大學二年級生，某天與女友相坂分手後心靈受到創傷，在平安夜遇到穿著聖誕老人Cosplay裝分發宣傳單張的志乃原後，兩人因此結緣。
志乃原真由（聲：稻垣好）
羽瀨川的小惡魔後輩，與他同家大學的一年級學妹，兩人在平安夜結識之後便經常在未經批准下前往男方家中，在時常捉弄的同時照顧他，後來更成為「Start」的校隊經理。
美濃彩華（聲：森山由梨佳）
羽瀨川自高中時代便結識的好友，與其同屬大學二年生，為社團「Green」的代表，兩人關係好到會幫忙挑選羽瀨川約會所穿的衣服，也曾經在春假一起去溫泉旅行。
相坂禮奈
羽瀨川的前女友，就讀於附近一家女子大學，故事發生1年前在學園祭結識了羽瀨川，兩人之後開始交往，直至男方在家門前遇見女方出軌後這關係才作結。在第三卷末時釐清了「劈腿」的緣由，並與男主角從零開始。
月見里那月（聲：佐藤诗乃）
禮奈在中學時代結識的好友，與羽瀨川同家大學，兩人在一間酒吧喝酒時結識，之後便經常一起喝酒。

## 出版書籍

### 輕小說
| 冊數 | KADOKAWA      | KADOKAWA               | 台灣角川       | 台灣角川               |
| 冊數 | 發售日期      | ISBN                   | 發售日期       | ISBN                   |
| ---- | ------------- | ---------------------- | -------------- | ---------------------- |
| 1    | 2019年12月1日 | ISBN 978-4-04-108799-2 | 2020年12月21日 | ISBN 978-986-524-142-1 |
| 2    | 2020年5月1日  | ISBN 978-4-04-108804-3 | 2021年5月24日  | ISBN 978-986-524-418-7 |
| 3    | 2020年11月1日 | ISBN 978-4-04-110867-3 | 2022年1月10日  | ISBN 978-626-321-116-2 |
| 4    | 2021年6月1日  | ISBN 978-4-04-111862-7 | 2022年5月12日  | ISBN 978-626-321-430-9 |
| 5    | 2021年12月1日 | ISBN 978-4-04-112300-3 | 2022年10月24日 | ISBN 978-626-321-918-2 |
| 6    | 2022年4月28日 | ISBN 978-4-04-112300-3 | 2023年1月17日  | ISBN 978-626-352-185-8 |
| 7    | 2022年12月1日 | ISBN 978-4-04-113087-2 | 2023年8月9日   | ISBN 978-626-352-810-9 |
| 8    | 2023年11月1日 | ISBN 978-4-04-113733-8 | 2025年1月8日   | ISBN 978-626-415-116-0 |

### 漫畫
| 冊數 | KADOKAWA       | KADOKAWA               | 台灣角川       | 台灣角川               |
| 冊數 | 發售日期       | ISBN                   | 發售日期       | ISBN                   |
| ---- | -------------- | ---------------------- | -------------- | ---------------------- |
| 1    | 2022年6月24日  | ISBN 978-4-04-112722-3 | 2024年12月12日 | ISBN 978-626-415-007-1 |
| 2    | 2022年12月26日 | ISBN 978-4-04-112726-1 | 2024年12月12日 | ISBN 978-626-415-008-8 |
| 3    | 2023年7月25日  | ISBN 978-4-04-113919-6 | 2025年8月14日  | ISBN 978-626-435-181-2 |
| 4    | 2024年1月26日  | ISBN 978-4-04-114551-7 |                |                        |
| 5    | 2024年8月26日  | ISBN 978-4-04-115294-2 |                |                        |

## 外部連結
- 成為小說家吧連載網站（日語）
- KAKUYOMU連載網站 （页面存档备份，存于）（日語）
- 小說官方網站 （页面存档备份，存于）（日語）
- 漫畫連載網站 （页面存档备份，存于）（日語）